# آلخاندرو کرتس (تنیس‌باز)
 آلخاندرو کرتس (انگلیسی: Alejandro Cortes؛ زاده ۱۴ ژوئیهٔ ۱۹۵۵) یک تنیس‌باز اهل کلمبیا است. 